# Roger Simons
Roger Simons (Antwerpen, 1927 – Londen, 12 juli 2020) was een Belgische radiojournalist. Hij was van 1961 tot 2002 de vaste correspondent van de toenmalige BRT (later BRTN en VRT) in Londen. In 2005 keerde hij nog voor één keer terug als correspondent om verslag uit te brengen van het huwelijk tussen prins Charles en Camilla.
In 1992 ging hij met pensioen, maar hij bleef werken voor de VRT. Hij werd in 1992 Officier in de Orde van Leopold III vanwege zijn bijdrage aan de uitstraling van België.

## Carrière

### Radio en televisie
Simons werkte voor televisie en radio, met onder andere bijdragen aan het radioprogramma Actueel.

### Geschreven pers
Ook voor de Nederlandse geschreven pers (Leidse Courant) was hij correspondent in Londen.

### Boeken
Naast zijn bijdragen voor het journaal schreef hij ook enkele boeken, waarvan Vanuit Londen het bekendste was.

### Reclame
Simons heeft ook een reclamespotje ingesproken van British Airways, wat op 27 juni 1994 leidde tot de beslissing van de Vlaamse Raad van Reclame en Sponsoring dat het spotje een inbreuk was op het mediadecreet. Medewerkers van informatieve programma's was het niet toegestaan mee te werken aan bijvoorbeeld reclamespots.

## Latere leven
Na zijn afscheid als verslaggever verdween hij uit het openbare leven.